# Manlig pseudohermafroditism
Manlig pseudohermafroditism kan uttryckas som en man (XY) som har testiklar men i övrigt har en bristfällig manlig könsutveckling. Att skilja från äkta hermafroditism som har könskörtlar från båda könen.